# Avec Marinette
Pour plus de détails, voir Fiche technique et Distribution.
Avec Marinette est un court métrage français réalisé par Blandine Lenoir et sorti en 2000.

## Fiche technique
- Titre : Avec Marinette
- Réalisation : Blandine Lenoir
- Scénario : Blandine Lenoir
- Photographie : Philippe Élusse
- Décors : Christophe Moreau
- Son : Olivier Busson
- Montage : Stéphanie Araud
- Musique : Bertrand Belin
- Production : Les Films de la Grande Ourse
- Pays d'origine :  France
- Durée : 26 minutes
- Date de sortie : France - 2000

## Distribution
- Muriel Mayette
- Karen Oubraham
- Cyril Roudaut
- Grégory Roudaut
- Patrice Verdeil

## Distinctions
- Festival international du court métrage de Clermont-Ferrand 2000 : Prix SACD du meilleur premier film ; prix de la meilleure création sonore[1]
- Festival Côté court de Pantin 2000 : Grand prix[2]